# PhotoFiltre
PhotoFiltre est un logiciel de retouche d'image créé par Antonio Da Cruz. Outre les traitements classiques de l'image (recadrage, contraste, gamma, etc.), il dispose d'une centaine de filtres pour améliorer et transformer des photos numériques (brushs, textures, incrustations, ...). 
Son développeur met à disposition deux versions antérieures (6 et 7) gratuites pour une utilisation privée, éducative ou à but non lucratif. Les versions suivantes sont payantes.

## Développement
Programmé en Delphi, PhotoFiltre apparait en 2001 et les outils se diversifient au gré des versions : des outils de dessin en 2003, la sélection par continuité ("baguette magique") en 2004.
En avril 2005 sort la version 7 gérant les calques et différents modes de fusion, la transparence (couche alpha), les sélections multiples, les brosses et de nombreux filtres. Cette version est payante, mais la version 6 reste disponible en téléchargement sous la forme d'un gratuiciel.
La version 9, optimisée pour Windows Vista et Windows 7, est publiée sous le nom de PhotoFiltre Studio 9 en juin 2007, puis la version 10, symbolisée par un 'X' dans sa dénomination, en avril 2009. 
Depuis le 6 janvier 2012, le logiciel est disponible en 3 versions :
- PhotoFiltre 6, gratuite, qui n'utilise pas les calques,
- PhotoFiltre 7, gratuite, les prenant en charge,
- Depuis PhotoFiltre Studio X, une version payante contenant davantage de fonctionnalités.

En mars 2021, la version 11 (abandonnant le terme Studio) sort uniquement en version 64bit et prend en charge de nouveaux formats tels Jpeg2000 et RAW.
PhotoFiltre est disponible dans plus de 25 langues. 

### Modules
Des fonctionnalités supplémentaires peuvent être ajoutées au logiciel grâce à un système de modules pouvant être développés dans plusieurs langages de programmation différents. D'extension ".pfl" (pour PhotoFiltre Library), ils sont compatibles avec les versions 7 et Studio X.
PhotoFiltre Studio prend également en charge la plupart des modules d’extension "8bf" développés pour Adobe Photoshop.

## Photoflare
PhotoFiltre a largement inspiré le développement du logiciel libre et multiplateforme PhotoFlare 1, anciennement connu sous nom de projet PhotoFiltre LX. 
PhotoFlare existe en deux versions : l'une gratuite dite Community Edition, et la seconde payante dite Studio Edition et dénommée PhotoFlare 2. 